# Драксени (Гергешти)
Драксени (рум. Drăxeni) насеље је у Румунији у округу Васлуј у општини Гергешти. Oпштина се налази на надморској висини од 251 m.

## Становништво
Према подацима из 2002. године у насељу је живело 174 становника, од којих су сви румунске националности.